# Kruishaar
Kruishaar (52° 12′ N, 5° 33′ L) é uma vila dos Países Baixos, na província de Guéldria. Kruishaar pertence ao município de Nijkerk, e está situada a 11 km, a leste de Amersfoort.